# Yasmeen Ghauri
Yasmeen Ghauri est un mannequin canadien d'origine pakistanaise et allemande, connue pour sa démarche unique et pour avoir marqué l’industrie de la mode dans les années 1990.

## Biographie
Yasmeen Ghauri naît à Montréal de parents allemande et pakistanais. Elle grandit dans la foi musulmane et effectue le pèlerinage à La Mecque à l’âge de 12 ans.
Repérée à 17 ans à la sortie d’un salon de coiffure, elle commence à défiler à Milan et Paris avant de s’installer à New York en 1990. Très vite, elle se fait remarquer par sa démarche puissante, qualifiée de « roulement de hanches à billes » par le New York Times.
Elle apparaît en couverture d’Elle en 1991 puis enchaîne les contrats prestigieux avec Hermès, Lanvin, Valentino et Versace. Yasmeen Ghauri devient l’un des premiers mannequins sud-asiatiques à accéder à une telle notoriété. Tyra Banks parle d'elle comme de la détentrice de « la démarche de la vie ».
Elle défile également pour Victoria's Secret et apparaît dans le clip « Sacrifice » d’Elton John avec Chris Isaak. Le photographe Patrick Demarchelier la compte parmi ses modèles favoris. En 1996, Yasmeen Ghauri se retire à la dernière minute d’un défilé Yves Saint Laurent, ce qui confirme les rumeurs concernant son retrait de l’industrie de la mode.

## Vie personnelle
Yasmeen Ghauri est mariée à l'avocat Ralph Bernstein avec qui elle a deux enfants. Elle vit dans l’État de New York, à Bedford.